# Clytia brunescens
Clytia brunescens is een hydroïdpoliep uit de familie Campanulariidae. De poliep komt uit het geslacht Clytia. Clytia brunescens werd in 1904 voor het eerst wetenschappelijk beschreven door Bigelow. 